# Отто Бінге
Отто Бінґе (нім. Otto Binge; 19 травня 1895 — 13 червня 1982) — німецький офіцер, штандартенфюрер СС.

## Біографія
Учасник Першої світової війни, служив у артилерії. Член СС (особистий номер 405 841). В 1936 році вступив у частини посилення СС. У 1940 році переведений в поліцейську дивізію СС, де очолив 4-й дивізіон 4-го артилерійського полку СС. Учасник Французької кампанії і боїв на радянсько-німецькому фронті. В 1943 році очолив 4-й артилерійський полк СС. На початку 1944 року призначений командиром 17-го артилерійського полку СС у складі 17-ї моторизованої дивізії СС «Гец фон Берліхінген». Як старший командир неодноразово виконував обов'язки командира дивізії.

## Звання
- Єфрейтор (16 травня 1915)
- Унтер-офіцер (10 серпня 1915)
- Лейтенант резерву (3 липня 1917)
- Лейтенант поліції (1 березня 1922)
- Обер-лейтенант поліції (24 травня 1924)
- Гауптман поліції (1 квітня 1933)
- Майор охоронної поліції (20 квітня 1937)
- Штурмбаннфюрер загальних СС (1 листопада 1941)
- Оберштурмбаннфюрер військ СС (1 травня 1942)
- Оберст-лейтенант охоронної поліції (25 жовтня 1942)
- Штандартенфюрер СС і оберст охоронної поліції (20 квітня 1944)

## Нагороди
- Залізний хрест
  - 2-го класу (1 березня 1917)
  - 1-го класу (1 лютого 1920)
- Орден «За військові заслуги» (Болгарія), лицарський хрест з мечами
- Хрест Левенфельда
- Балтійський хрест
- Почесний хрест ветерана війни з мечами
- Медаль «За вислугу років у поліції» 3-го і 2-го ступеня (18 років)
- Застібка до Залізного хреста
  - 2-го класу (15 вересня 1942)
  - 1-го класу (15 жовтня 1942)
- Нагрудний знак «За поранення» в чорному